# Sing For You (singel Exo)
„Sing For You” – singel południowokoreańskiego zespołu EXO, wydany 10 grudnia 2015 roku przez wytwórnię SM Entertainment. Utwór promował minialbum Sing For You. Singel ukazał się w dwóch wersjach językowych: edycji koreańskiej i mandaryńskiej.
Singel sprzedał się w Korei Południowej w nakładzie ponad 510 050 egzemplarzy (stan na luty 2016).

## Lista utworów
Wersja koreańska
| Nr | Tytuł          | Słowa  | Kompozycja                                             | Czas |
| -- | -------------- | ------ | ------------------------------------------------------ | ---- |
| 1. | "Sing For You" | Kenzie | Matthew Tishler, Felicia Barton, Aaron Benward, Kenzie | 3:55 |

Wersja chińska
| Nr | Tytuł                                          | Słowa  | Kompozycja                                             | Czas |
| -- | ---------------------------------------------- | ------ | ------------------------------------------------------ | ---- |
| 1. | "Sing For You" (chn. 爲你而唱 Wèi nǐ ér chàng) | Kenzie | Matthew Tishler, Felicia Barton, Aaron Benward, Kenzie | 3:55 |

## Notowania
Wer. kor.
| Lista (krajowe)            | Pozycja |
| -------------------------- | ------- |
| Gaon Weekly Digital Chart  | 3       |
| Gaon Weekly Download Chart | 2       |